# Сборная Сент-Люсии по нетболу
Сборная Сент-Люсии по нетболу представляет Сент-Люсию на международных соревнованиях по нетболу. Управляющим органом является Ассоциация нетбола Сент-Люсии (англ. Saint Lucia Netball Association, Netball Saint Lucia).
По состоянию на 25 июля 2024, сборная Сент-Люсии по нетболу занимает 38-е место в мировом рейтинге сборных по нетболу.

## Результаты выступлений

### Чемпионаты мира
| Год        | Место          | Игры           | Победы         | Ничьи          | Поражения      |
| ---------- | -------------- | -------------- | -------------- | -------------- | -------------- |
| 1963—1975  | не участвовали | не участвовали | не участвовали | не участвовали | не участвовали |
| 1979       | 13             | 11             | 5              | 0              | 6              |
| 1983—1999  | не участвовали | не участвовали | не участвовали | не участвовали | не участвовали |
| 2003       | 16             | 8              | 5              | 0              | 3              |
| 2007—н. в. | не участвовали | не участвовали | не участвовали | не участвовали | не участвовали |

### Игры Содружества
| Год        | Место          | Игры           | Победы         | Ничьи          | Поражения      |
| ---------- | -------------- | -------------- | -------------- | -------------- | -------------- |
| 1998—2010  | не участвовали | не участвовали | не участвовали | не участвовали | не участвовали |
| 2014       | 12             | 6              | 0              | 0              | 6              |
| 2018—н. в. | не участвовали | не участвовали | не участвовали | не участвовали | не участвовали |

### Чемпионаты Америки
| Год        | Место          | Игры           | Победы         | Ничьи          | Поражения      |
| ---------- | -------------- | -------------- | -------------- | -------------- | -------------- |
| 1997       | 6              | 9              | 5              | 0              | 4              |
| 2008       | 4              | 5              | 2              | 0              | 3              |
| 2012       | 4              | 8              | 5              | 0              | 3              |
| 2014—н. в. | не участвовали | не участвовали | не участвовали | не участвовали | не участвовали |